# Rolf Fliegauf
Rolf Fliegauf (* 13. Dezember 1980 in Nördlingen) ist ein deutscher Koch.

## Werdegang
1997 begann er seine Ausbildung im Dehner Blumenhotel in Rain am Lech (Bayern). 2000 wechselte er in die Traube Tonbach unter Harald Wohlfahrt nach Baiersbronn, kochte auf Sylt im ehemals besternten Restaurant Veneto sowie im Gogärtchen in Kampen. 2003 ging er in die Schweiz und war Sous Chef unter Urs Gschwend im Hotel Lenkerhof.
2007 wurde er Küchenchef im Restaurant Ecco Ascona im Schweizer Fünf-Sterne-Hotel Giardino Ascona am Lago Maggiore. Im Winter zieht der Küchenchef mit seinem gesamten Team nach St. Moritz in das Ecco St. Moritz. Im September 2024 wurde bekannt gegeben, dass Rolf Fliegauf und seine Frau die Ecco-Restaurants zum Winter verlässt.

## Auszeichnungen
- 2011 Zwei Sterne im Guide Michelin (mit 29 Jahren als jüngster Koch Europas, der diese Auszeichnung bislang erhalten hat)[3]
- 2012 Zwei Sterne für das Ecco in Ascona, zwei Sterne für das Ecco St. Moritz.[4]